# Frieden von Cherasco
Als Frieden von Cherasco werden die beiden Verträge von Cherasco bezeichnet, die den Mantuanischen Erbfolgekrieg (1628–1631) in Norditalien beendeten.
Der Vertrag vom 6. April 1631 wurde von den Bevollmächtigten des Kaisers Ferdinand II.,  des Königs Ludwig XIII. von Frankreich, und des Herzogs Viktor Amadeus I. von Savoyen in Cherasco unterzeichnet. In einer weiteren Vereinbarung vom 19. Juni 1631 wurde der erste Vertrag bestätigt und es wurden zusätzlich neue Bestimmungen über den Ablauf des Truppenabzugs beschlossen.
Im Einzelnen  wurde vereinbart,
- dass alle fremden Truppen sich aus dem Kriegsgebiet zurückziehen;
- dass der Herzog von Savoyen auf seine Ansprüche im Montferrat verzichtet und als Ersatz  ungefähr die Hälfte des Herzogtums Montferrat im Wert von 15'000 écus erhält;
- dass der Herzog von Nevers, Carlo I. Gonzaga, für den Verlust seiner Territorien mit einer einmaligen Zahlung des Herzogs von Savoyen in der Höhe der jährlichen Gesamteinnahmen dieser Territorien entschädigt wird;
- dass der Herzog von Nevers die ihm verbliebenen Gebiete vom Kaiser und Reich als Lehen bekommt;
- dass Ferrante II. Gonzaga auf seine Ansprüche auf das Herzogtum Mantua verzichtet und als Ersatz Reggiolo und Luzzara erhält.